# Noël de Tissot
Noël de Tissot (22 december 1914-1944) was een Franse collaborateur en prominent lid van de Milice française, de paramilitaire organisatie van het Vichy-regime die de Duitsers hielp bij de jacht op verzetsstrijders, joden en weigeraars voor de service du travail obligatoire.
De Tissot vocht in 1940 tegen de Duitsers en ontving hier door de Croix de Guerreen was adjudant-chef bij de artillerie.
De Tissot was professor in de wiskunde in Nice en werd lid van de légion française des combattants hij was daarvoor de secretaris-generaal voor het departement Alpes-Maritimes. Hij nam deel aan het opstellen van het programma van de Service d'ordre légionnaire (SOL), waarvoor hij op 13 maart 1942 secretaris-generaal werd. Na de verandering van de SOL naar Milice française werd hij benoemd tot kabinetschef van de secretaris-generaal van de Milice. Hij was de bedenker van de Gamma als embleem van de Milice.
Bij de oprichting van de Franse Waffen-SS was De Tissot een van de officieren die naar Bad Tölz ging en werd gepromoveerd tot SS-Hauptsturmführer.  Hij stierf in de zomer van 1944 tijdens de strijd in Galicië als een officier in de SS Sturmbrigade Frankreich.